# Carrosserie + Spritzwerk Beutler
Carrosserie + Spritzwerk Beutler AG, zuvor Gebr. Beutler & Cie. sowie Carrosserie Beutler AG, war ein Schweizer Karosseriehersteller, der in Handarbeit Karosserien auf Personenwagen-Fahrgestellen herstellte.

## Unternehmensgeschichte

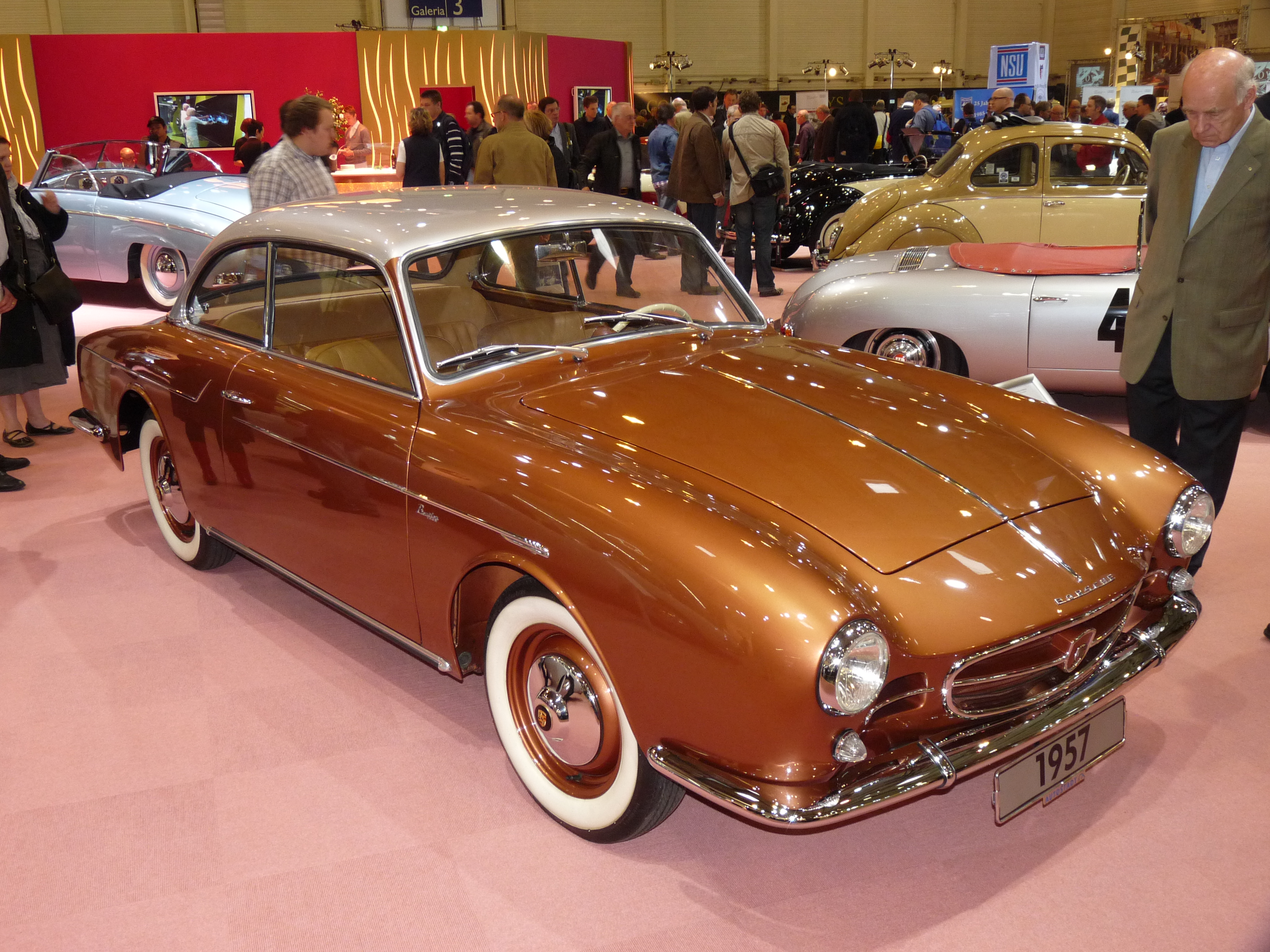
VW-Porsche Coupé mit Beutler-Aufbau von 1957

Das Unternehmen Gebrüder Beutler wurde von Ernst und Fritz Beutler 1943 gegründet. Das Unternehmen befand sich an der Gwattstr. 40–42 in Thun im Kanton Bern. Beutler verlegte sich auf Einzelstücke resp. Kleinstserien. Obwohl der Betrieb stets etwas im Schatten des bekanntesten Schweizer Karossiers, Graber, stand, machte er sich einen Namen durch schnörkellose, elegante Entwürfe und tadellose Ausführung. Beutlers Spezialität waren sportliche Aufbauten für leichte europäische Fahrgestelle. 1955 lautete die Firmierung Gebr. Beutler & Cie. Anfang der 1960er-Jahre war absehbar, dass als Folge der Einführung der selbsttragenden Bauweise und der schwindenden Zahl der Hersteller, die Chassis bereitstellen konnten, die Nachfrage nach Spezialaufbauten zurückgehen würde. 1966 lautete die Firma Carrosserie Beutler. Ab 1981 hiess das Unternehmen Carrosserie + Spritzwerk Beutler AG. Am 8. September 1987 wurde der Konkurs eröffnet.

## Karosseriebau
Beutler stellte Karosserien auf Fahrgestellen vieler Automobilhersteller her. Zumeist handelte es sich um europäische Hersteller.

### Austin
1950 zeigte Beutler je ein Cabriolet auf der Basis des Austin A70 und A90 auf dem Genfer Auto-Salon. Austin dürfte nicht an einer Kooperation interessiert gewesen sein, hatte man doch mit dem Austin A90 Atlantic bereits ein eigenes, wenn auch eigenwillig geformtes, Cabriolet im Programm.

### Bentley
Auf Basis eines Bentley Mark VI von 1947 entstand nach einem Kundenauftrag ein Cabriolet, das bereits zwei Jahre später, ebenfalls bei Beutler, einen "moderneren" Aufbau erhielt. Beutler verwendete dabei die vorhandene Karosseriestruktur.

### BMW
Beutler fertigte 1961 auf Basis des BMW 503 ein Coupé.

### Bristol
Als Beutler auf dem Genfer Auto-Salon je ein Coupé und Cabriolet auf der Basis des Bristol 401 zeigten, mussten sie sich an internationaler Konkurrenz messen lassen: Die Werkskarosserie hatte Touring Superleggera entworfen und Pininfarina bot ebenfalls Varianten an. Beide Beutler-Fahrzeuge sind erhalten und restauriert. Das ursprünglich elfenbeinfarbene Coupé mit schwarzem Dach ist heute dunkelgrün mit grauem Dach lackiert.
1957 lebte der Kontakt zu Bristol wieder auf. Das britische Unternehmen beauftragte Beutler mit dem Entwurf einer Karosserie für den Prototyp des Bristol 406. Beutler gestaltete ein zweisitziges Coupé im Pontonstil. Der filigrane Dachaufbau war typisch für Beutler. Die hinteren Kotflügel waren etwas ausgebaucht und hatten einen leichten "Schwung". Am Heck waren Flossen angedeutet. Beutler stellte ein Exemplar des Fahrzeugs her und zeigte es im Oktober 1957 auf der Earls Court Motorshow in London erstmals der Öffentlichkeit. Bristol entschied sich allerdings für eine britische Lösung und liess eine deutlich konservativere Karosserie bei Jones Bros. in Willesden UK bauen. Möglicherweise wurden bei Beutler zwei weitere Bristol 406 für Privatkunden eingekleidet.

### Bugatti
Den 14. Auftrag für eine Neukarossierung erhielt Beutler 1947. Er betraf einen 4/5-sitzigen Cabriolet-Aufbau auf einem Bugatti Type 49 mit einem 3.2 Liter Achtzylinder-Reihenmotor. Gleichzeitig baute Beutler auch ein Cotal-Vorwählgetriebe ein, eine für einen Karosseriebetrieb eher ungewöhnliche Arbeit. Die Linienführung ist zurückhaltend und folgt jener von Chapron oder Graber. Sie entspricht mit ihren vorderen, abgesetzten "Ponton"-Kotflügeln und angedeuteten hinteren dem Zeitgeschmack. Die Ausführung erfolgte in Aluminium über einem Aluminiumrahmen und gilt als präzise und passgenau gearbeitet. Eher konservativ war zu dieser Zeit die Verwendung grosser, frei stehender Scheinwerfer. Sie wurden vom Schweizer Autozulieferer Scintilla AG in Solothurn (seit 1954 im Bosch-Konzern und heute ein Gartengerätehersteller) geliefert. Das Fahrzeug existiert noch.

### Citroën
Weit weniger bekannt als das Chapron-Werkscabriolet für den Citroën DS19 ist die Version der Gebrüder Beutler, die 1959 und 1960 in einigen Exemplaren entstand. Die Angaben zu den produzierten Stückzahlen schwanken zwischen eins und vier. Der Beutler-Entwurf hatte weniger Chromzier als die Version von Chapron. Die hinteren Türen wurden zugeschweisst.

### Delahaye
Die meisten der einstmals so bedeutenden Hersteller französischer Luxuswagen mussten nach dem Zweiten Weltkrieg aufgeben, nicht zuletzt auch, weil in Frankreich eine horrende Luxussteuer eingeführt wurde, welche den Heimatmarkt wegbrechen liess. Eine der letzten dieser Marken war Delahaye. Neben Faget & Varnet, Motta, Graber und natürlich Chapron kleidete auch Beutler einige Type 235 ein.

### Fiat
Beutler bot 1956 auf Basis des Fiat 600 eine andere Karosserie zum Preis von 4000 Schweizer Franken an. Bug und Heck wurden verlängert, die Innenmasse blieben allerdings unverändert.

### Healey
Auf Fahrgestellen der Donald Healey Motor Company in Warwick (Vereinigtes Königreich) entstanden ein Coupé und zwei Cabriolets bei Beutler. Es scheint sich bei allen um Versionen mit dem 2,4 Liter-Motor von Riley gehandelt zu haben. Zumindest das Coupé ist erhalten.

### Jaguar
1953 baute Beutler ein Cabriolet auf der Basis des Jaguar Mark VII.

### Jowett
Auf Basis des Jowett Jupiter entstand 1951 ein Cabriolet mit hinteren Notsitzen. Das Fahrzeug war mit Rechtslenkung ausgestattet und erreichte den zweiten Platz bei einem Schönheitswettbewerb in Luzern.

### Lancia
Den Aurelia B21 baute Lancia ab 1952. Beutler präsentierte bald als Ergänzung zu den Roadster- und Coupé-Versionen von Pininfarina eine eigene, konventioneller geformte Variante eines Coupés.

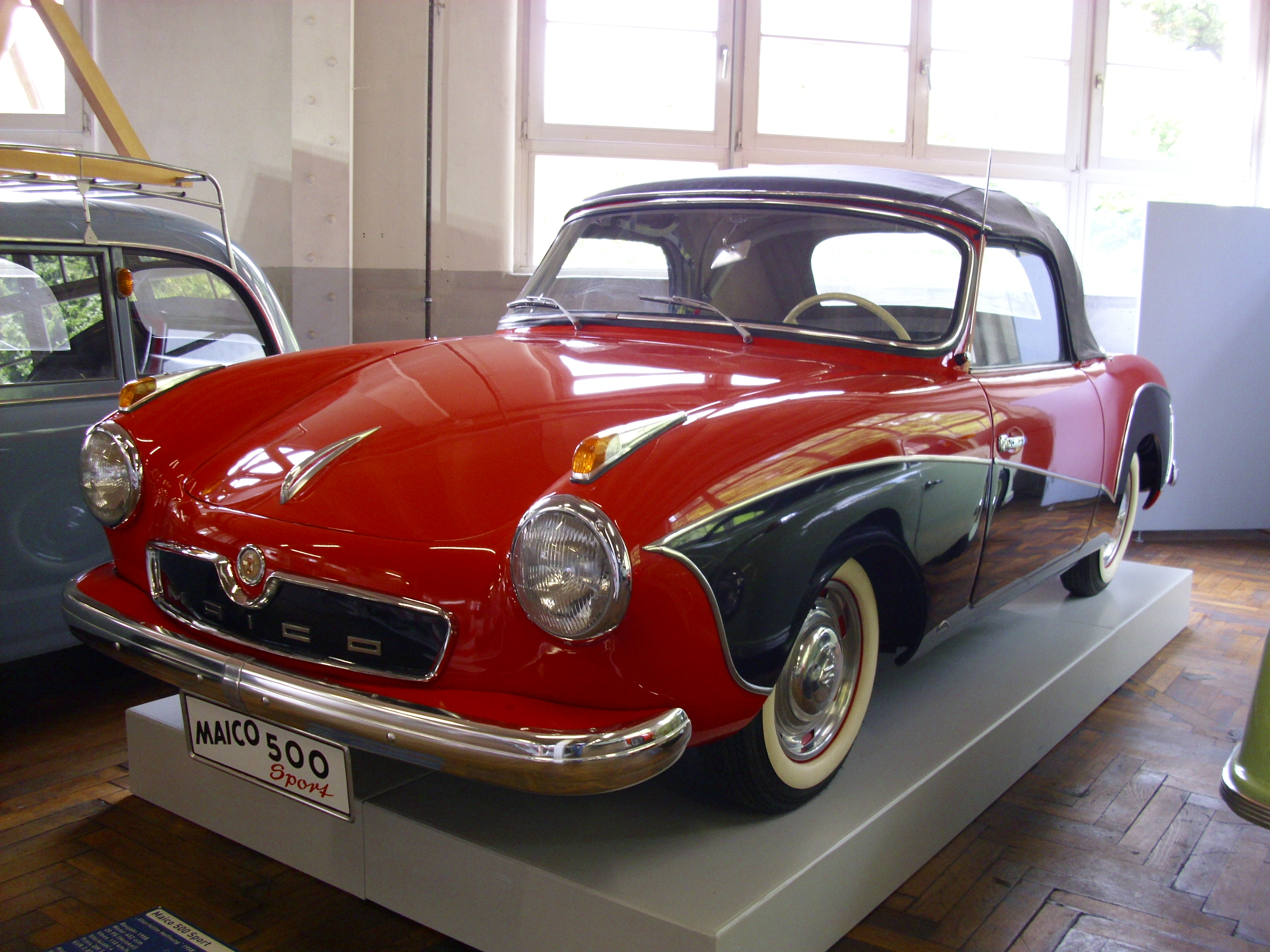
Maico 500 Sport mit einer Karosserie von Beutler

### Maico
Beutler stellte für den Kleinwagenhersteller Maico vier Exemplare des 500 Sport als Cabriolet her. Ausserdem entwarf Beutler eine Coupé-Variante des Modells. Der Prototyp wurde zwar 1958 an der New Yorker Automobilausstellung gezeigt, zu einer Serienfertigung kam es wegen finanzieller Schwierigkeiten des Auftraggebers nicht mehr.

### Packard
1951 fertigte Beutler im Kundenauftrag auf Basis eines Packard eine Cabrioletkarosserie. Besonderheit war eine Kühlermaske im Vorkriegsdesign. Die Vorderkotflügel reichten bis in die Seitentür. Die Hinterräder waren abgedeckt.

### Porsche

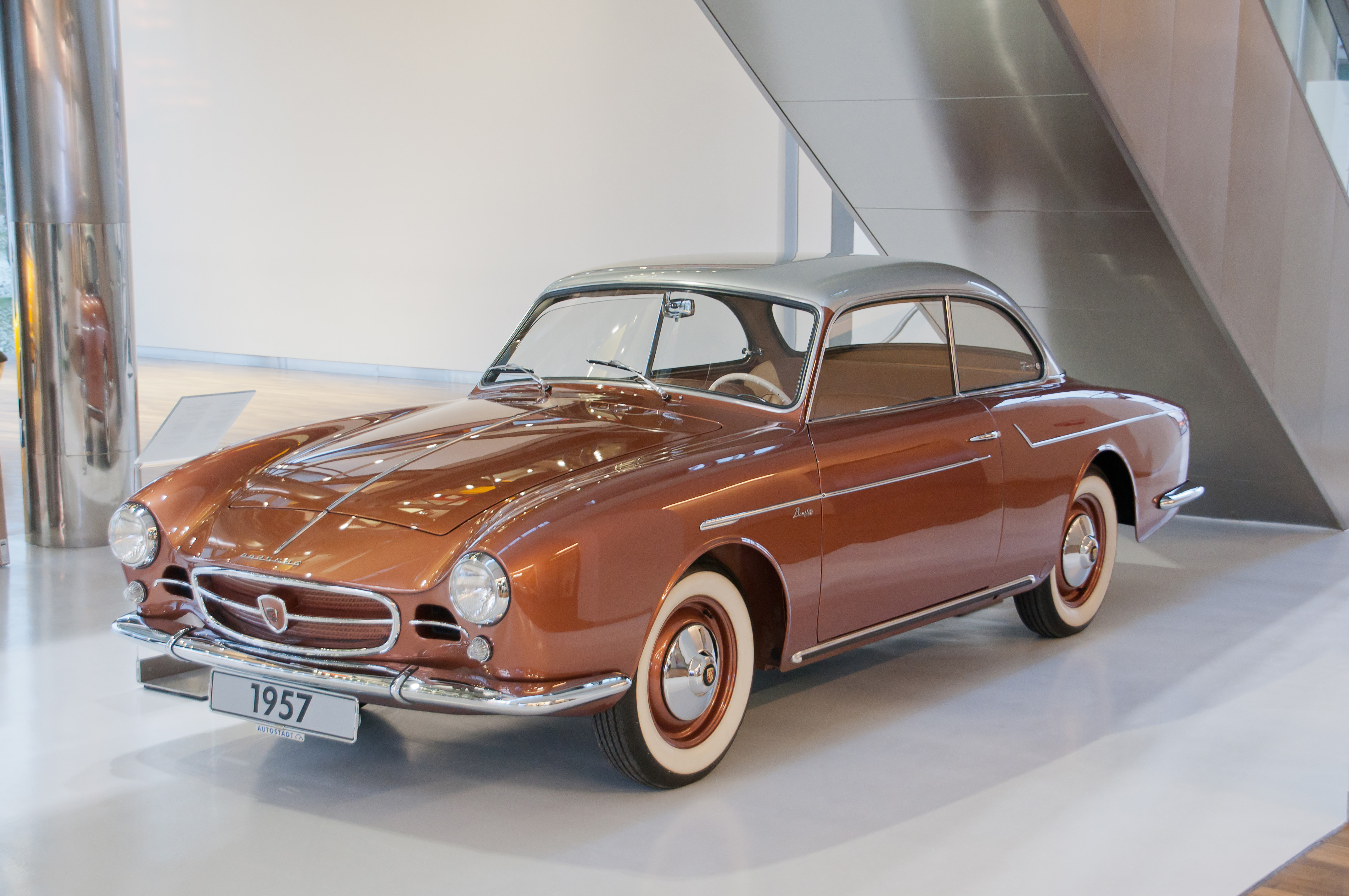
Volkswagen-Porsche Beutler

Porsche gehörte zu den ersten Kunden. Von 1948 bis 1949 baute Beutler, wahrscheinlich auf Bestellung des Schweizer Autoimporteurs AMAG, eine Kleinserie von sechs Cabriolets des neuen 356. Zu dieser Zeit war der Sitz von Porsche in Gmünd. Das dritte Fahrzeug dieser Serie existiert noch in der Schweiz. Hier kostete das Cabriolet CHF 12.220.
1957 erhielten die Brüder Beutler den Auftrag, weitere Karosserien, diesmal für ein 356 B Coupé, zu bauen. Zwei Prototypen standen im November 1959 bereit. Das Design war klar vom Beutler-Coupé für VW von 1956/1957 abgeleitet. Die Karosserie bestand aus Aluminium. Beschläge, Stossstangen und Schlusslichter wurden von der Werksausführung übernommen. Ferry Porsche stimmte dem Design zu. Trotzdem wurden nur fünf Beutler-356 B gebaut. Es scheint zu Differenzen bezüglich der Auftragsabwicklung im Kontakt mit dem Kunden gekommen zu sein, worauf Porsche keine Komponenten mehr lieferte.

### Rolls-Royce
Beutler stellte auf dem Fahrgestell eines Rolls-Royce Phantom II, das verlängert wurde, einen Hotel-Bus her.

### Salmson
Auf dem Fahrgestell eines Salmson entstand ebenfalls eine neue Karosserie.

### Simca
Beutler fertigte 1958 auf Basis der Simca Aronde 1300 ein Coupé. Das Fahrzeug verfügte über einen auffallend breiten, ovalen Kühlergrill und existiert noch heute.

### VW

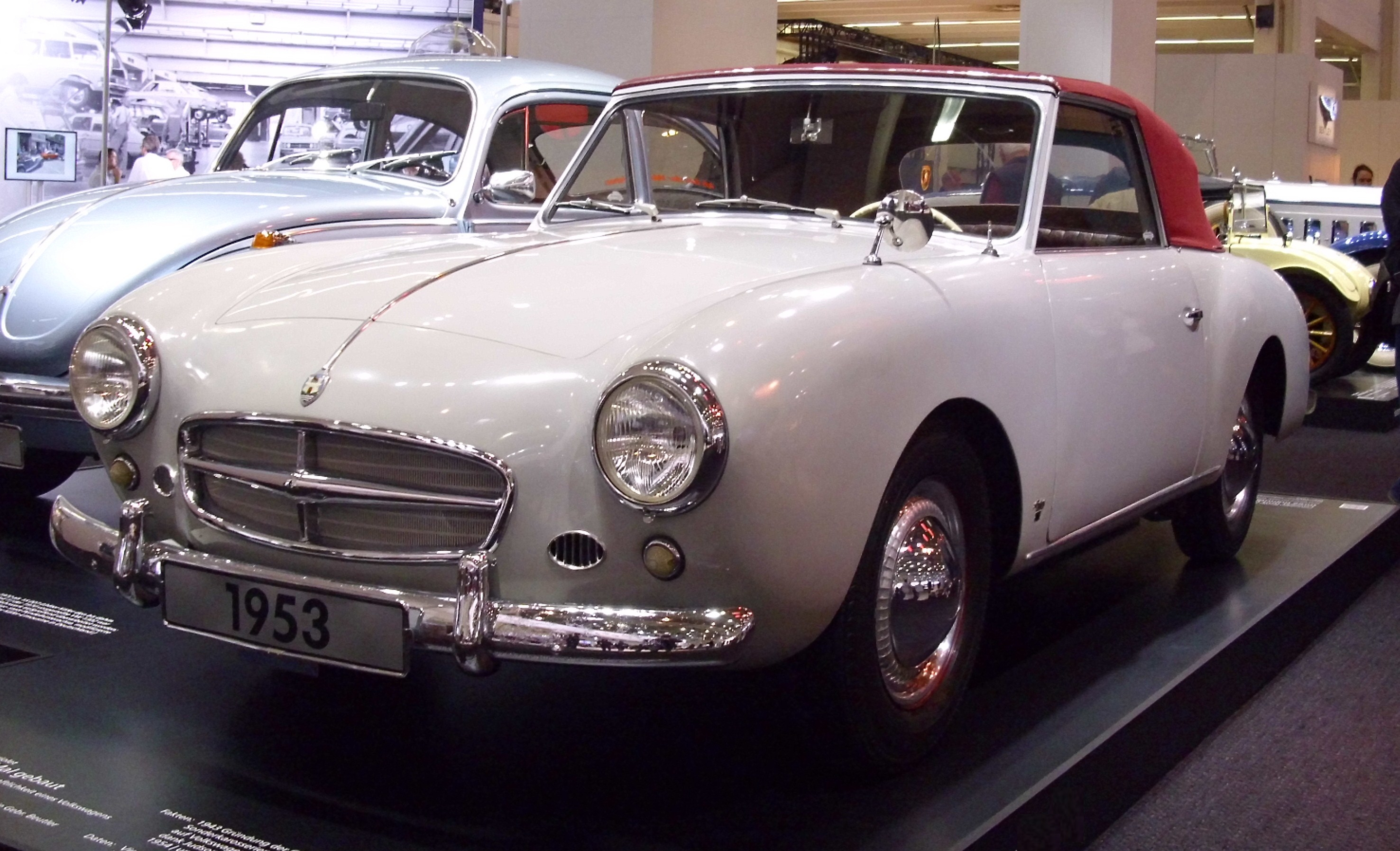
Cabriolet auf VW-Basis

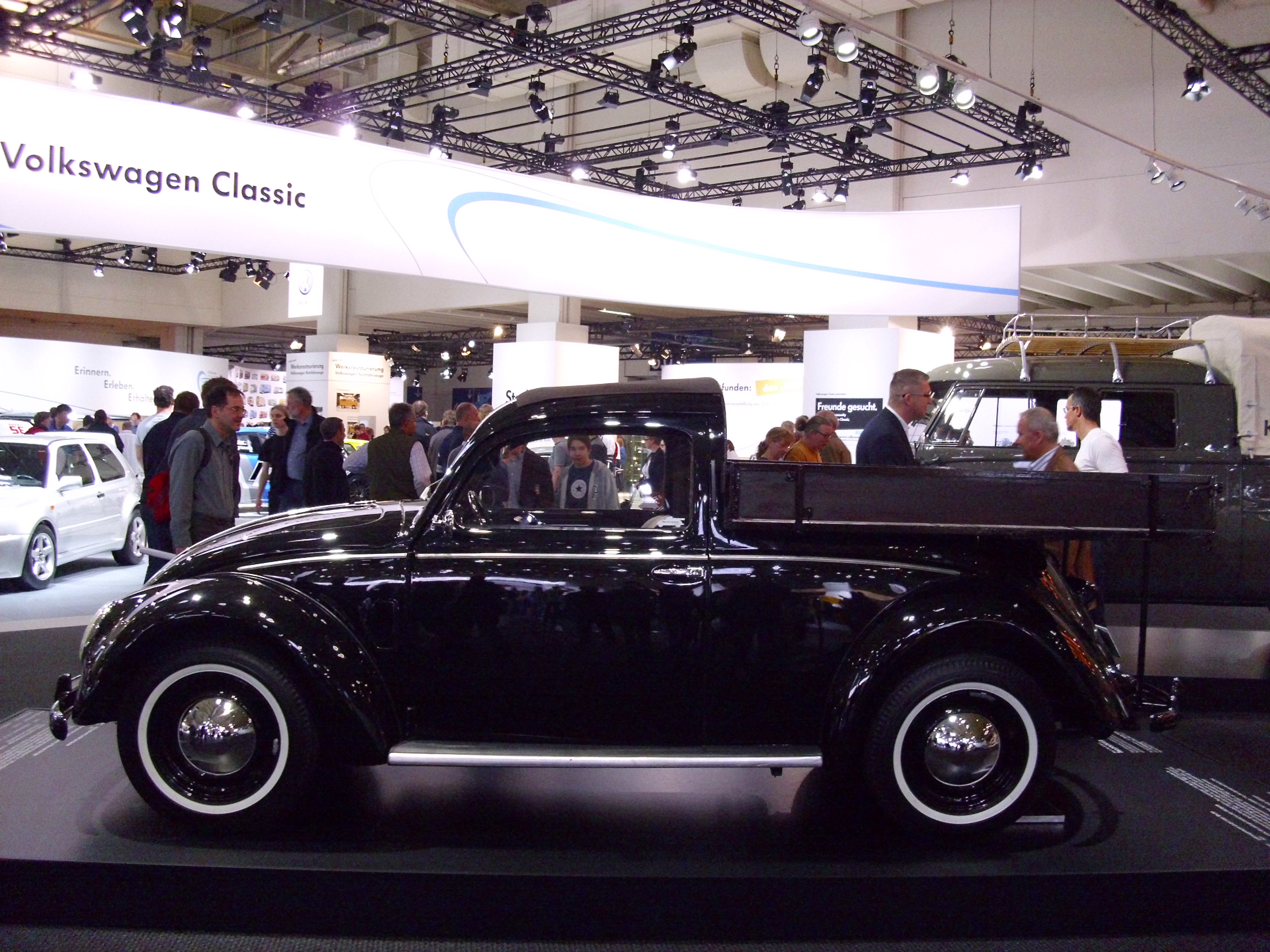
Pick-up auf Basis VW Käfer

Beutler stellte auf Basis des VW Käfers Nutzfahrzeuge her. Neben Pick-ups entstanden Kombis und Kleinlieferwagen. Letzterer bot 250 kg Nutzlast.
Ein elegantes Coupé mit französischer Linienführung auf Käfer-Basis wurde 1957 vorgestellt. VW war nicht interessiert daran, dass aussenstehende Unternehmen den eigenen VW Karmann konkurrierten. Es scheint, dass dieser oder ein ähnlicher Entwurf nachher Porsche angeboten wurde.

## Bugatti-Replica
Um 1970 begann Beutler, Nachbauten eines Bugatti Type 57 Cabriolets anzubieten. Die Fahrzeuge sollten aufwendig von Hand gebaut werden. Ob es zum Bau solcher Replicas kam und über die allfällige Stückzahl sowie ihren Antrieb ist nichts bekannt. Nach 1981 wurden sie nicht mehr beworben.

## Tuning
In den 1980er-Jahren beteiligte sich Beutler an der aufkommenden Mode des Fahrzeugtunings. Unter der Bezeichnung Beutler California entstanden einige mit Spoilern und Kotflügelverbreiterungen versehene Umbauten des Porsche 911. Ausserdem gab es 1981 und 1982 auf Basis des Mazda RX-7 das Modell Twin-Top mit einem T-Top-Targadach.